# Susanne Georgi

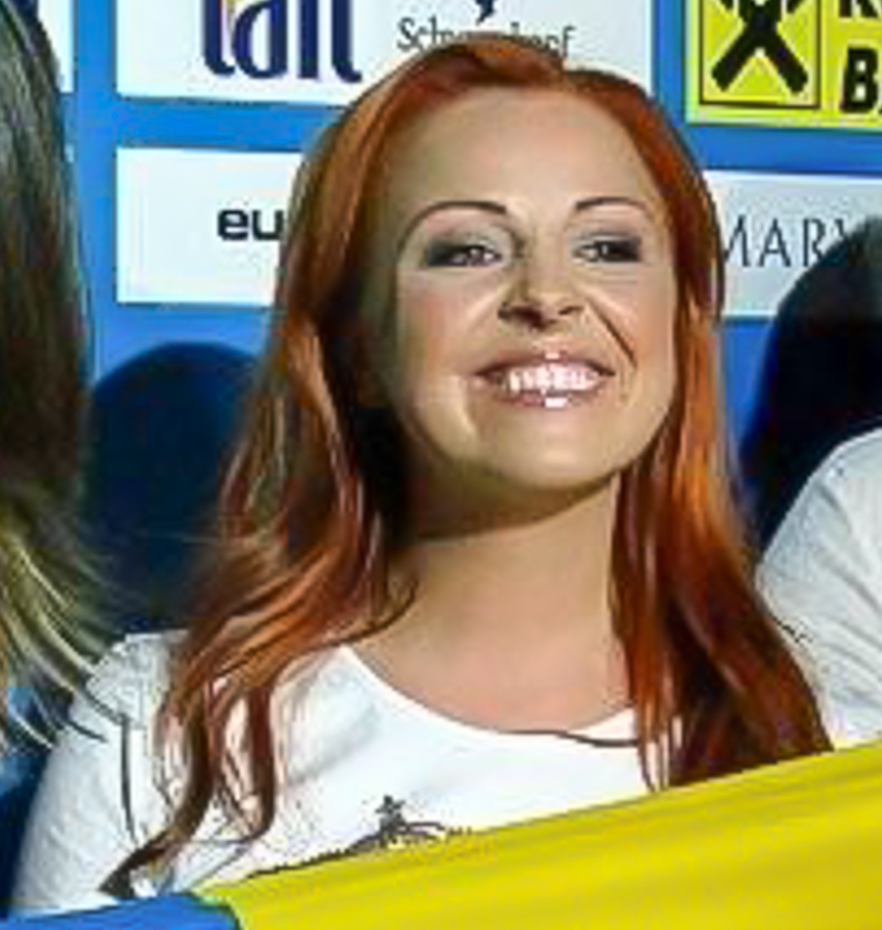
Susanne Georgi (2009)

Susanne Georgi (* 27. Juli 1976 als Susanne Jonah-Lynn Georgi) ist eine dänische Sängerin.

## Karriere

### „SuPer-Sisters“ und „Me & My“
Zusammen mit ihrer Schwester Pernille gründete sie zuerst das Duo SuPer-Sisters („Su“ für Susanne, „Per“ für Pernille). Zusammen wollten sie für Dänemark am Eurovision Song Contest 1991 teilnehmen. Die Teilnehmerregeln schrieben aber vor, dass die Interpreten mindestens 16 Jahre alt sein müssen. Susanne war aber erst 15.
Zwischen 1995 und 2007 veröffentlichen Me & My immerhin vier Alben und erreichten mit Fly high den achten Platz der dänischen Charts.
2007 nahmen sie außerdem am Dansk Melodi Grand Prix, der dänischen Vorentscheidung zum Eurovision Song Contest teil. Mit Two are stronger than one, das der Favorit der Wettbüros war, erreichten sie aber nur den 6. Platz.

### Eurovision Song Contest 2009
2009 nahm sie für ihre neue Heimat Andorra am Eurovision Song Contest teil. Von einer Jury wurde ihr Titel Get a life als einer von drei Vorentscheidungsbeiträgen ausgewählt. Da aber alle Titel auf Katalanisch gesungen werden mussten, wurde ihr Titel ins Katalanische übersetzt und heißt nun La teva desició, zu deutsch: Deine Entscheidung.
Beim eigentlichen Vorentscheid Passaport a Moscou konnte sich Georgi mit 47 % der Jury- und mit 66 % der Televoting-Stimmen klar für Moskau qualifizieren. Georgi schied aber bereits im ersten Halbfinale des Eurovision Song Contest in Moskau aus.
Georgi lebt seit 1995 im Pyrenäenstaat Andorra.

## Diskografie
Alben
- Sweet
- Susanne
- Tum Dek Dak